# Demofilo di Costantinopoli
Demofilo (Δημόφιλος; Salonicco, IV secolo – 386) è stato un arcivescovo bizantino, che fu prima vescovo di Berea e poi arcivescovo di Costantinopoli dal 370 fino a quando fu espulso nel 380.

## Biografia
Nato da una buona famiglia di Salonicco, fu eletto dagli ariani all'episcopato di Costantinopoli. L'opinione della popolazione, tuttavia, era molto divisa. Il partito ortodosso scelse Evagrio come proprio vescovo, ed egli fu ordinato da Eustazio, il vescovo deposto di Antiochia. Questo fu il segnale per una furiosa rivolta degli ariani. Sia Eustazio che Evagrio furono banditi dall'imperatore Valente e i loro seguaci furono duramente perseguitati.
Poco dopo la sua adesione, Demofilo andò a Cizico con Doroteo, o Teodoro, di Eraclea per garantirsi l'elezione di un vescovo ariano, sede che era stata lasciata vacante dopo l'esilio di Eunomio. Tuttavia, gli abitanti di Cizico rifiutarono di riconoscerli fino a che non avessero anatemizzato Ezio, Eunomio e i loro seguaci. Gli fu quindi permesso di ordinare un vescovo scelto dal popolo. Il vescovo ordinato subito professò chiaramente la fede consustanziale.
Nel 380 l'imperatore Teodosio I rese memorabile il patriarcato di Demofilo. Teodosio offrì di confermarlo nella sua sede, se avesse accettato il Credo di Nicea . Demofilo si rifiutò e gli fu immediatamente ordinato di rinunciare alle sue chiese. Chiamò quindi i suoi seguaci e si ritirò, con Lucio d'Alessandria e altri, in una chiesa fuori dalle mura della città. Le chiese di Costantinopoli, che per quarant'anni erano state nelle mani degli ariani, furono ora restituite agli ortodossi; e similmente in altre città. Era in effetti un ristabilimento del cattolicesimo.
Filostorgio aggiunge che Demofilo andò nella sua città, Berea; tuttavia questo deve essere avvenuto un po' 'di tempo dopo, o deve essere tornato dall'esilio, poiché rappresentò la fazione ariana nel sinodo di Costantinopoli del 383. Lo stesso scrittore afferma che Demofilo non avrebbe gettato tutto in confusione, in particolare le dottrine della Chiesa, e cita un sermone a Costantinopoli, in cui Demofilo parlava della natura umana del Salvatore come perduta nel divino, come un bicchiere di latte quando versato nel mare.